# Krisztus követése

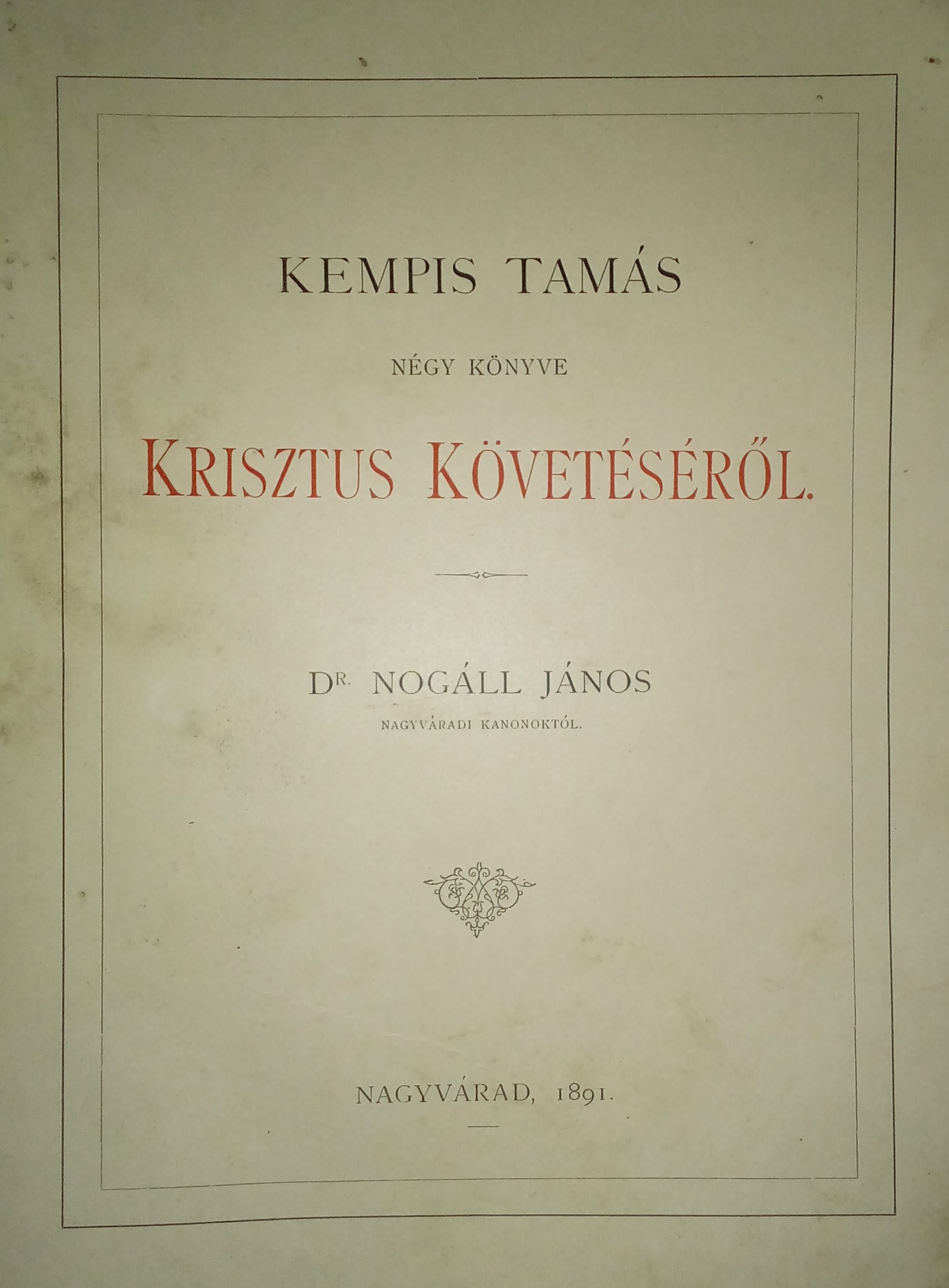
Az 1891-es magyar kiadás címlapja

A Krisztus követése, azaz helyesen Krisztus utánzása (latinul: De imitatione Christi) Kempis Tamás (1379–1471) ágoston-rendi szerzetes középkori keresztény irodalmi műve, a keresztény élet "alapkönyve". Korábban több más szerző is szóba jött ugyan, de ma már Kempis Tamás szerzőségét széleskörűen elfogadják.

## Története
A mű sok – 1159 darab – szentírási idézettel, lelki és erkölcsi alapszabállyal igyekezik elvezetni az olvasót az önismeret útján az Istennel való egyesülés felé. Kéziratainak – 1424-től az 1. könyv, 1427-től mind a 4 könyv – száma meghaladja a 700-at. 95 fordításban, több mint 3000 kiadásban jelent meg, és napjainkig az egyik legolvasottabb lelki könyv. A Krisztus követését 1470-ben Augsburgban nyomtatták ki, és hamarosan nagyon népszerűvé vált. Német fordítása már 1448-ban, francia és spanyol fordítása 1493-ra készült el. Később görögül és héberül is megjelent. Ezzel a mű a Biblia után a második legelterjedtebb könyv a világon.
Valószínű, hogy Kempis Tamás több könyvből állította össze nagy művét. Ezt erősíti meg kortársának, Hermann Rydnek (szül. 1408) állítása is: "Frater iste, qui compilavit librum de imitatione, dicitur Thomas, supprior in monasterio Montis S. Agnetis... vixit antem hic compilator adhuc anno 1454 et ego... eodem anno fui eidem locutus".
A mű nagy hatással volt a filozófus Leibnizre, a hadvezér Marlboroughra, az író Chateaubriandra, a politikus Daniel O'Connellre, a fizikus François Aragora, a költő Silvio Pellicóra. John Wesley és John Newton azon könyvek közé sorolták, amelyek legnagyobb hatással voltak megtérésükre. Charles George Gordon magával vitte a csatába is.[forrás?]

## A Kempis-vita

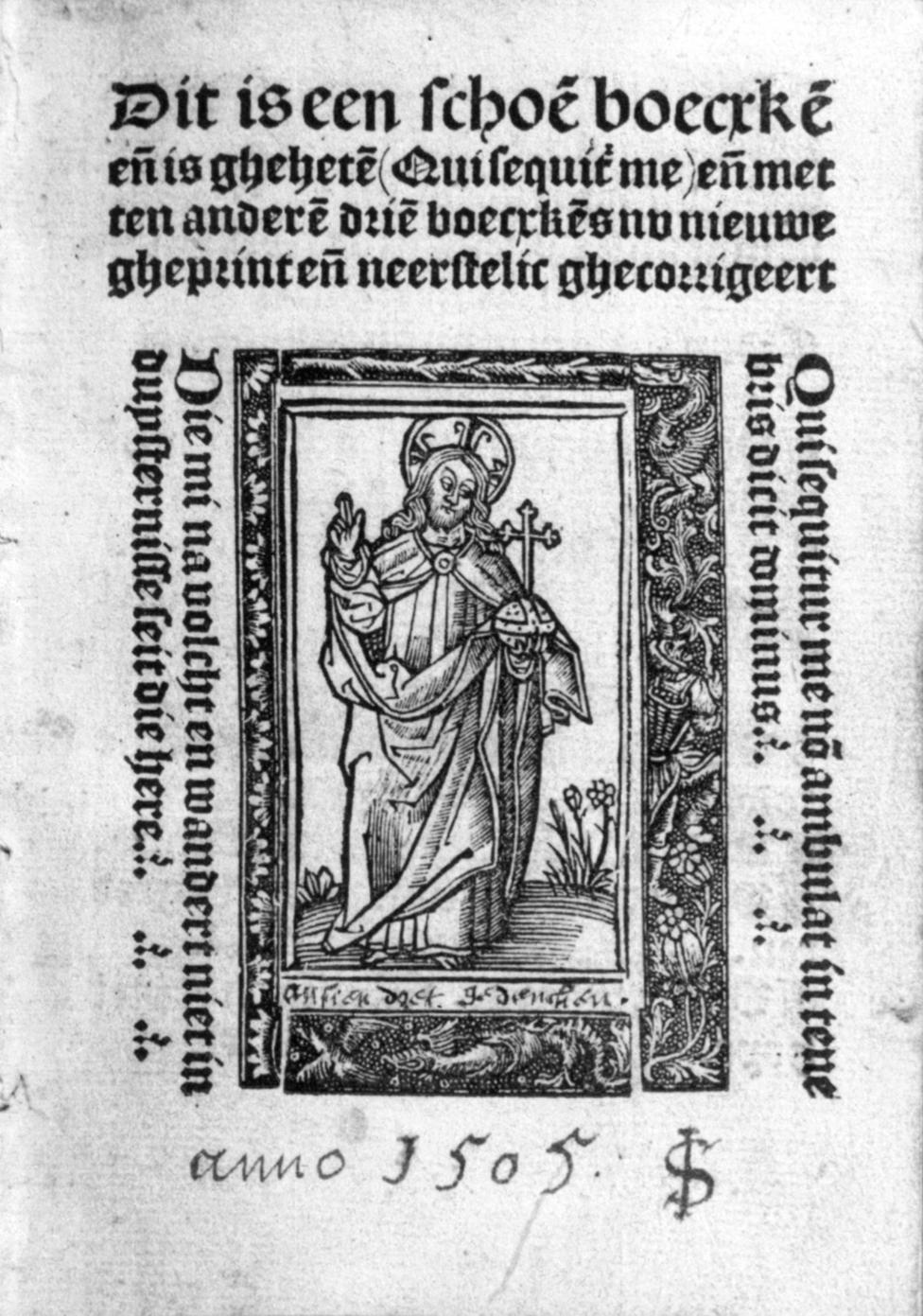
1505-ös, holland nyelvű kiadás

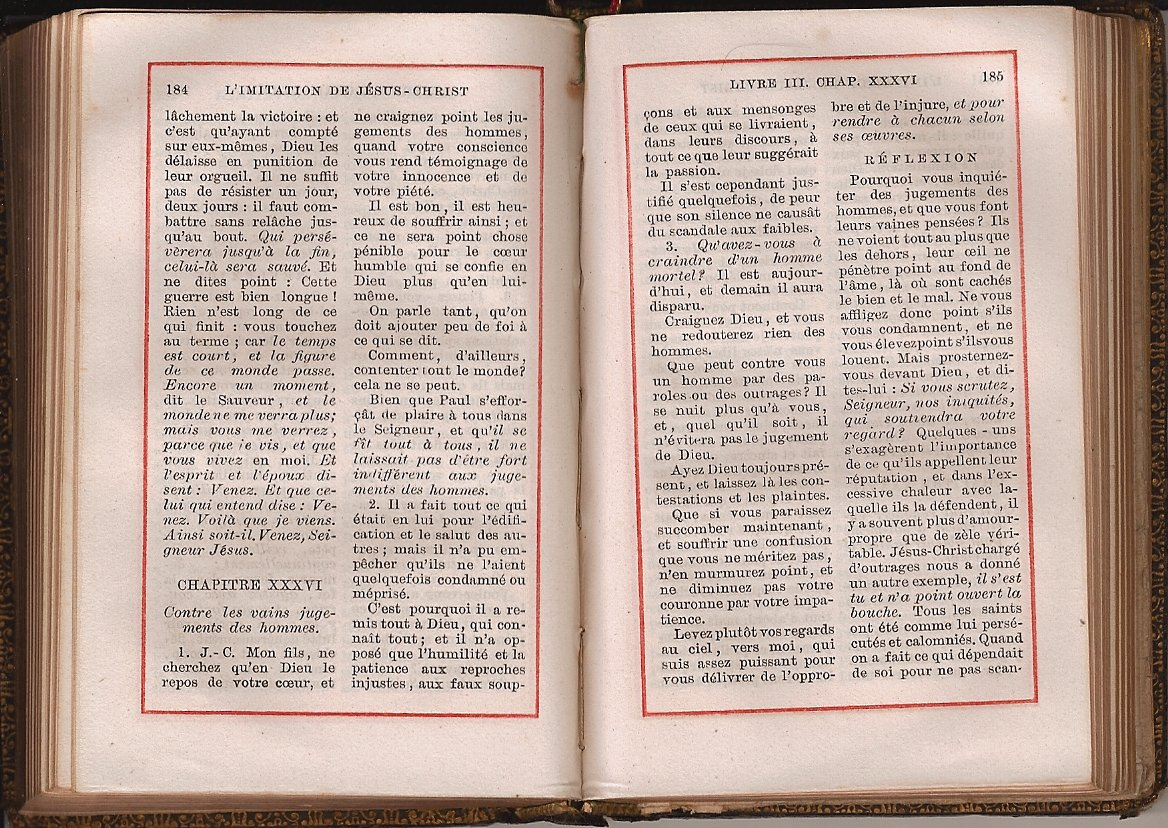
1874-es, francia nyelvű kiadás

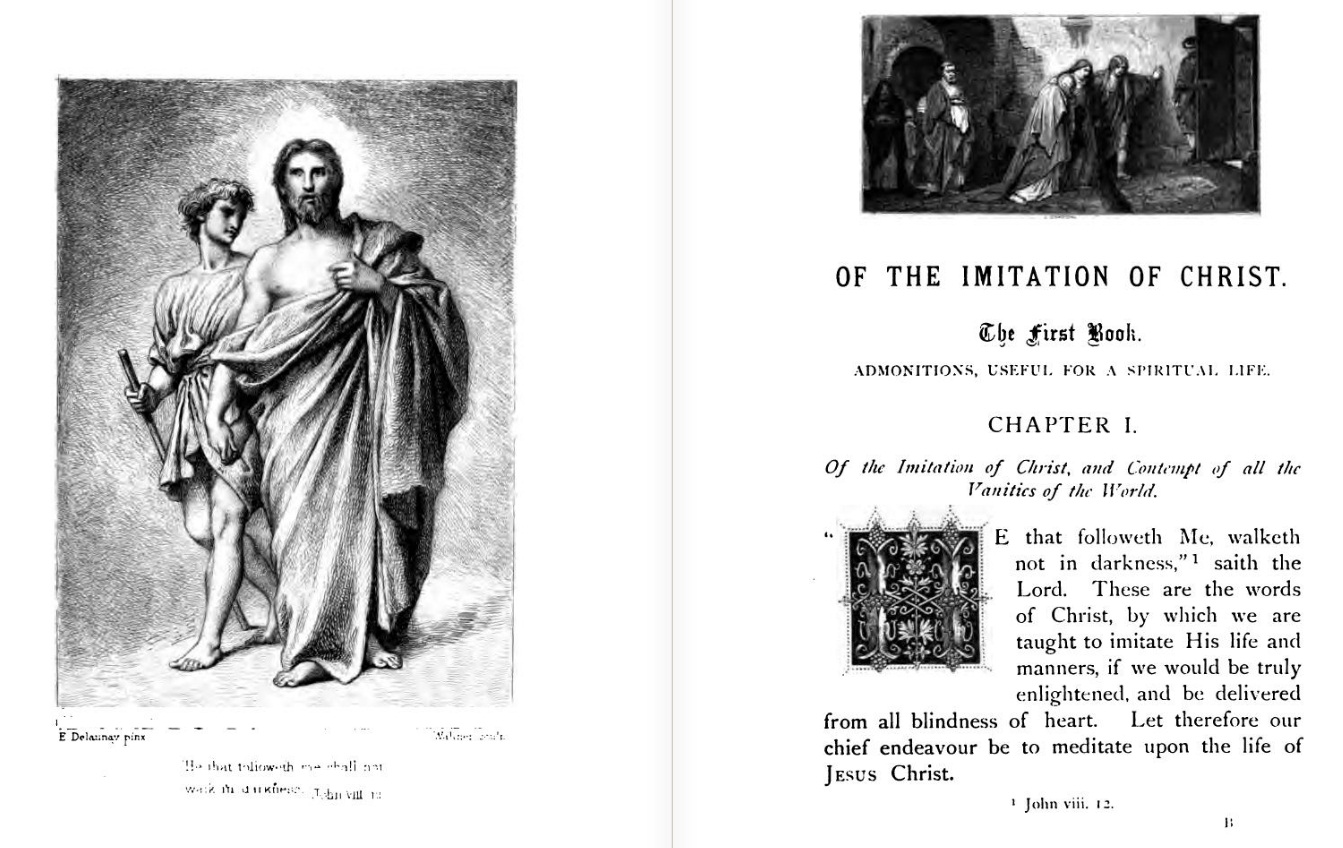
1878-as, angol nyelvű kiadás

Már a 17. századtól komoly viták folytak az irodalomtörténészek között arról, hogy ki lehetett a mű szerzője. A vitát az a tény indította el, hogy a Krisztus követése több szerző neve alatt terjedt el nyomtatásban: hol Clairvaux-i Szent Bernát (1090–1153), hol Jean Gerson (1363–1429), hol Gersen vercelli bencés apát, legtöbbször azonban Kempis Tamás (1379–1471) volt megnevezve írójának. Felmerült Geert Groote (~1340–1384) neve is, ugyanakkor a legrégebbi – például az 1424-es wolfenbütteli és az 1427-es gaesdoncki – kéziratok nem nevezik meg a mű szerzőjét. Más szerzők nevei is szerepelnek a későbbi kéziratokban, így 35 (!) lehetséges személy jött szóba a szerzőség vizsgálatakor. Több szerzetesrend is magáénak vallotta a művet, és a vita annyira elmérgesedett, hogy Richelieu az általa kiadott díszkiadás címlapjára semmilyen nevet nem is nyomtatott. A német nyelvterületen is folyt a vita, amely a 18. században érte el tetőpontját.
Napjainkra a tudósok megállapodtak Kempis Tamás szerzőségében. Ezt az álláspontot több érv is támogatja:
- 1. Kempis saját kortársainak és szerzetes testvéreinek nyilatkozatai;[3]
- 2. a sok Kempis megnevezésű kézirat;[3]
- 3. a mű nyelvezete, előadásmódja és kifejezései, amelyek nagyban hasonlítanak Kempis más ismert műveinek jellemzőire.[3]

## Tartalma
A Krisztus követése 4 részből áll:
- 1. könyv: A lelki élet szabályai[1]
- 2. könyv: A belső ember[1]
- 3. könyv: A belső vigasztalás[1]
- 4. könyv: Az Oltáriszentség[1]

## Első könyv, első rész
| Latin nyelvű szöveg | Magyar nyelvű szöveg |
| --- | --- |
| LIBER PRIMUS. ADOMITIONES AD VITAM SPIRITUALEM UTILES.                                                                                                | ELSŐ KÖNYV. OKTATÁS A LELKI ÉLETRE |
| Cap. I. De imitatione Christi et contemptu mundi omniumque eius vanitatum.                                                                            | 1. rész: Krisztus követése és a világ minden hiúságának megutálása                                                                                     |
| Qui sequitur me non ambulat in tenebris dicit Dominus.                                                                                                | 1. ,,Aki engem követ, nem jár sötétségben’’ (János 8,12), mondja az Úr.                                                                                |
| Hæc sunt verba Christi, quibus admonemur quatenus vitam eius et mores imitemur, si volumus veraciter illuminari, et ab omni cæcitate cordis liberari. | 2. Ezek Krisztus szavai, melyekkel int, hogy életét és tanítását kövessük, ha valóban felvilágosodni és minden lelki vakságtól meg akarunk szabadulni. |
| Summum igitur studium nostrum, sit in vita Jesu meditari.                                                                                             | 3. Legfőbb törekvésünk legyen tehát, hogy Jézus Krisztus életéről elmélkedjünk.                                                                        |
| Doctrina Ejus omnes doctrinas Sanctorum præcellit, et qui spiritum haberet absconditum ibi manna inveniret.                                           | 4. Krisztus tanítása a szentek minden tudományát felülmúlja és akiben az ő szelleme megvan, benne rejtett mannát talál.                                |
| Sed contingit quod multi ex frequenti auditu Evangelii parvum desiderium sentiunt, quia spiritum Chrisi non habent.                                   | 5. De megtörténik, hogy sokan az evangélium gyakori hallásából kevés felbuzdulást éreznek, mert nincs bennük Krisztus szelleme.                        |
| Qui autem vult plene et sapide verba Christi intelligere, oportet ut totam vitam suam illi studeat conformare.                                        | 6. Aki pedig Krisztus igéjét teljesen és helyesen meg akarja érteni, annak törekednie kell, hogy egész életét ahhoz alkalmazza.                        |
| Quid prodest tibi alta de Trinitate disputare, si careas humilitate unde displiceas Trinitati?                                                        | 7. Mi haszna a Szentháromságról nagy tudósan vitatkoznod, ha nincs alázatosságod, amiért nem tetszel a Szentháromságnak?                               |
| Vere alta verba non faciunt sanctum et justum, sed virtuosa vita efficit Deo carum.                                                                   | 8. Bizony, nagy szavak szentté és igazzá nem tesznek, hanem a tökéletes élet tesz Isten előtt kedvessé.                                                |
| Opto magis sentire compunctionem quam scire definitionem.                                                                                             | 9. Inkább kívánom érezni magamban a bánatot, mint mivoltát érteni.                                                                                     |
| Si scires totam Bibliam, et omnium philosophorum dicta quid totum prodesset, sine charitate et gratia?                                                | 10. Ha könyv nélkül tudnád az egész Szentírást és az összes bölcsek mondásait: mit használna mindez Isten szeretete és kegyelme nélkül?                |
| Vanitas vanitatum et omnia vanitas præter amare Deum et illi soli fervire.                                                                            | 11. ,,Hiúságok hiúsága és minden csak hiúság” (Préd 1,2), kivéve Istent szeretni és egyedül neki szolgálni.                                            |
| Ista est summa sapientia per contemptum mundi tendere ad regna cælestia.                                                                              | 12. Ez az igazi bölcsesség, hogy e világ megvetése által a mennyei boldogság után törekedjünk.                                                         |
| Vanitas igitur est divitias perituras quærere, et in illis sperare.                                                                                   | 13. Hiúság tehát mulandó gazdagságot keresni és abban bizakodni.                                                                                       |
| Vanitas quoque est honores ambire, et in altum se extollere.                                                                                          | 14. Hiúság tisztségeket vadászni és magas állásba törtetni.                                                                                            |
| Vanitas est carnis desideria sequi, et illud desiderare unde postmodum graviter oportet puniri.                                                       | 15. Hiúság a test kívánságait követni és olyan után vágyódni, amiért végre keményen kell bűnhődnie.                                                    |
| Vanitas est longam vitam optare, et de bona vita modicum curare.                                                                                      | 16. Hiúság hosszú életet óhajtani és a szent életre kevés gondot fordítani.                                                                            |
| Vanitas est præsentem vitam solum attendere, et quæ futura sunt non prævidere.                                                                        | 17. Hiúság csak a jelen életre figyelni és a jövendőkre nem tekinteni.                                                                                 |
| Vanitas est diligere quod cum omni celeritate transit, et illuc non festinare ubi sempiternum manet gaudium.                                          | 18. Hiúság azt szeretni, ami gyorsan elmúlik és oda nem sietni, ahol örökkévaló boldogság vár.                                                         |
| [...] | 19. Emlékezzél meg gyakran erről a közmondásról: ,,Meg nem elégszik a szem látással, a fül sem telik be hallással.’’ (Préd 1,8)                        |
| Stude ergo cor tuum ab amore visibilium abstrahere, et ad invisiblia te transferre.                                                                   | 20. Igyekezzél tehát szívedet a látható dolgok szeretetétől elvonni és a láthatatlanokra fordítani.                                                    |
| Nam sequentes suam sensualitatem maculant conscientiam, et perdunt Dei gratiam.                                                                       | 21. Mert akik az érzékiséget követik: beszennyezik lelkiismeretüket és kiesnek Isten kedvéből.                                                         |

## Magyar nyelvű kiadásai
A Krisztus követése több kiadásban megjelent magyar nyelven. Toldy Ferenc irodalomtörténész szerint a mű magyar nyelvű kiadásainak száma – saját koráig, a 19. század közepéig – meghaladta a 70-et. Ezek közül az ismertebbek:
- Christus Iesus követéséről való könyvek. Ford. Vásárhelyi Gergely. Kolozsvár, 1622.[1]
- Kempis Tamasnak Christus követeserül Négy könyuei. Ford. Pázmány Péter. Bécs, 1624. (Átd. Zsíros Ferenc. Budapest, 1881)[1]
- Kempis Tamás négy könyve Jézus Krisztus követéséről. Ford. Sujánszky Antal. Pest, 1844.[1]
- Krisztus követése. Ford. Platz Bonifác. Budapest, 1906.[1]
- Kempis Tamás: Krisztus követése (ford. Jelenits István), Ecclesia Könyvkiadó, Budapest, 1977, ISBN 963-363-904-2, 584 p (Szalézi Szent Ferenc Filoteájával együtt), (2. kiadás: 1987)

### Válogatás
- Krisztust követjük – napról napra – Válogatás Kempis Tamás gondolataiból az év minden napjára (szerk. Nagy Alexandra és Zsigmond Balassa), Szent Gellért Egyházi Kiadó, Szeged, 1993, ISBN 963-8273-01-1, 100 p